# Интеллектуальная кабельная система
Интеллектуальная кабельная система (другие названия: интеллектуальная система управления физическим уровнем (Intelligent Physical Layer Management Solution, IPLMS), система управления кабельной инфраструктурой, система интерактивного управления (СИУ), интеллектуальная СКС) — это структурированная кабельная система, способная, используя дополнительные датчики, автоматически вести журнал кабельных переключений между портами коммутационных панелей или между портами коммутационных панелей и активного сетевого оборудования.
В целом интеллектуальная кабельная система представляет собой программно-аппаратный комплекс, содержащий датчики, базу данных, контроллеры для
преобразования сигналов датчиков в информацию, пригодную для записи в упомянутую базу данных, и средства графического отображения кабельной инфраструктуры.

## Технологии построения интеллектуальной кабельной системы
Существуют два способа организации СКС (структурированных кабельных систем) — интер-коннект и кросс-коннект, которые во многом определяют технологию построения интеллектуальной кабельной системы.

### Интеллектуальные кабельные системы по схеме кросс-коннект
Кросс-коннект (англ. cross-connect) — это схема СКС, когда с помощью патч-кордов соединяют между собой порты двух патч- панелей.
Варианты исполнения:
1. iPatch[1] (или imVision) — порты патч-панелей имеют датчики, срабатывающие при наличии разъема 8P8C в порту панели. Датчик представляет собой механическую кнопку, нажимаемую разъемом подключенного патч-корда, или пару ИК-диод — фототранзистор, которая срабатывает при приближении разъема к ИК-датчику.
2. Много вариантов (основоположник RiT Technologies), когда в патч-корд добавляется один или два дополнительных проводника, а на разъемы — дополнительные контакты. Этот дополнительный канал связи и используется для отслеживания соединений путём сканирования: периодически на один конец дополнительного проводника подается постоянное напряжение, которое вызывает срабатывание датчика порта патч-панели, подключенного в другому концу дополнительного проводника. При этом в патч-корде применяются разъемы, отличные по конструкции от разъема 8P8C.
3. Система  MIIM[2] по аналогии использует в качестве дополнительного канала неиспользованную полосу пропускания патч-корда. То есть передает сигналы постоянного тока по жилам стандартного патч-корда между панелями для отслеживания переключений.
4. Другой вариант использует RFID метки для идентификации разъема. Схема банальна: каждый порт патч-панели имеет небольшую RFID антенну, а на 8P8C установлена RFID метка. При подключении разъема в порт, антенна считывает его идентификатор. Пример, Future-Patch[3].
5. Аналогично, вместо RFID метки для идентификации можно использовать контактную микросхему идентификации на базе, например, 1-Wire, как реализовано в Quareo[4]. Такой подход также требует дополнительные контакты на разъеме и порту патч-панели.

### Интеллектуальные кабельные системы по схеме интер-коннект
Для СКС построенных по схеме интер-коннект (англ. inter-connect), когда порты патч-панели подключаются непосредственно к портам сетевого коммутатора, можно применять следующие варианты:
1. Оснастить коммутатор теми же самыми датчиками (каким-то образом навешанными поверх лицевой панели коммутатора), что имеет патч-панель (варианты описаны в схеме кросс-коннект).
2. Система PanView[5] использует специальный патч-корд с дополнительной жилой, который помогает отслеживать электрическое соединение с контактом экрана порта коммутатора. Сначала подключают корд в нужный порт коммутатора, затем втыкают другой конец патч-корда в дополнительный сервисный порт патч-панели, оснащенный 100Base-T (теоретически можно использовать любой порт Ethernet). По тому какой порт коммутатора поднялся (или таблице MAC-адресов) легко понять, куда подключен первый разъем корда. Затем вынимают корд их сервисного разъема и подключают в нужный порт патч-панели. С помощью упомянутой дополнительной жилы отслеживают целостность подключения, то есть пока жила присоединена к «земле» — соединение неизменно.
3. Идея, примененная в системе Ucable[6], заключается в том, что при передаче Ethernet сигнала по UTP кабелю вблизи разъема панели возникает побочное электромагнитное излучение (ПЭМИ). При этом «поднятие/опускание» порта на коммутаторе жестко коррелирует с возникновением ПЭМИ. Если позади патч-панели разместить соответствующие датчики и обрабатывать логи с коммутатора, то можно восстановить карту соединений в стойке между патч-панелями и коммутаторами, сопоставляя время срабатывания датчиков и время установки соединения Ethernet.